# Thủ tướng Chính phủ nước Cộng hòa xã hội chủ nghĩa Việt Nam
Thủ tướng Chính phủ nước Cộng hòa xã hội chủ nghĩa Việt Nam (thường được gọi tắt là Thủ tướng, Thủ tướng Chính phủ) là người đứng đầu Chính phủ của nước Cộng hòa xã hội chủ nghĩa Việt Nam. Thủ tướng Chính phủ do Quốc hội bầu trong số đại biểu Quốc hội theo đề cử của Chủ tịch nước. Thủ tướng Chính phủ chịu trách nhiệm trước Quốc hội về hoạt động của Chính phủ và những nhiệm vụ được giao; báo cáo công tác của Chính phủ và của mình trước Quốc hội, Ủy ban thường vụ Quốc hội và Chủ tịch nước. Thủ tướng đầu tiên của nước Cộng hòa xã hội chủ nghĩa Việt Nam là ông Phạm Văn Đồng, được bầu tại kỳ họp thứ nhất Quốc hội khóa VI năm 1976. Không có quy định pháp luật Thủ tướng Chính phủ phải là đảng viên Đảng Cộng sản Việt Nam, tuy nhiên trên thực tế ở Việt Nam, Thủ tướng Chính phủ thường là một ủy viên Bộ Chính trị Ban Chấp hành Trung ương Đảng Cộng sản Việt Nam.
Thủ tướng Chính phủ đương nhiệm là ông Phạm Minh Chính, Đại biểu Quốc hội Việt Nam khóa XV thành phố Cần Thơ, Ủy viên Bộ Chính trị Ban Chấp hành Trung ương Đảng Cộng sản Việt Nam khóa XIII.

## Nhiệm kì của Thủ tướng Chính phủ
Nhiệm kì của Thủ tướng Chính phủ theo nhiệm kì của Chính phủ nước Cộng hòa xã hội chủ nghĩa Việt Nam là 5 năm.
Điều 97 Hiến pháp nước Cộng hòa Xã hội chủ nghĩa Việt Nam năm 2013 quy định nhiệm kì của Chính phủ theo nhiệm kì của Quốc hội. Điều 71 quy định nhiệm kì của mỗi khóa Quốc hội là 5 năm . Chính phủ tiếp tục làm nhiệm vụ cho đến khi Quốc hội khóa mới thành lập Chính phủ mới.

## Quyền hạn và nhiệm vụ của Thủ tướng Chính phủ

### Theo Hiến pháp
Điều 98 Hiến pháp nước Cộng hòa xã hội chủ nghĩa Việt Nam năm 2013 quy định Thủ tướng Chính phủ có các quyền hạn và nhiệm vụ sau:
1. "Lãnh đạo công tác của Chính phủ; lãnh đạo việc xây dựng chính sách và tổ chức thi hành pháp luật;
2. Lãnh đạo và chịu trách nhiệm về hoạt động của hệ thống hành chính nhà nước từ trung ương đến địa phương, bảo đảm tính thống nhất và thông suốt của nền hành chính quốc gia;
3. Trình Quốc hội phê chuẩn đề nghị bổ nhiệm, miễn nhiệm, cách chức Phó Thủ tướng Chính phủ, Bộ trưởng và thành viên khác của Chính phủ; bổ nhiệm, miễn nhiệm, cách chức Thứ trưởng, chức vụ tương đương thuộc bộ, cơ quan ngang bộ; phê chuẩn việc bầu, miễn nhiệm và quyết định điều động, cách chức Chủ tịch, Phó Chủ tịch Ủy ban nhân dân tỉnh, thành phố trực thuộc trung ương;
4. Đình chỉ việc thi hành hoặc bãi bỏ văn bản của Bộ trưởng, Thủ trưởng cơ quan ngang bộ, Ủy ban nhân dân, Chủ tịch Ủy ban nhân dân tỉnh, thành phố trực thuộc trung ương trái với Hiến pháp, luật và văn bản của cơ quan nhà nước cấp trên; đình chỉ việc thi hành nghị quyết của Hội đồng nhân dân tỉnh, thành phố trực thuộc trung ương trái với Hiến pháp, luật và văn bản của cơ quan nhà nước cấp trên, đồng thời đề nghị Ủy ban thường vụ Quốc hội bãi bỏ;
5. Quyết định và chỉ đạo việc đàm phán, chỉ đạo việc ký, gia nhập điều ước quốc tế thuộc nhiệm vụ, quyền hạn của Chính phủ; tổ chức thực hiện điều ước quốc tế mà Cộng hoà xã hội chủ nghĩa Việt Nam là thành viên;
6. Thực hiện chế độ báo cáo trước Nhân dân thông qua các phương tiện thông tin đại chúng về những vấn đề quan trọng thuộc thẩm quyền giải quyết của Chính phủ và Thủ tướng Chính phủ.
7. Giữ chức Phó Chủ tịch Hội đồng Quốc phòng và An ninh"

### Theo Luật Tổ chức Chính phủ
Điều 28 Luật Tổ chức Chính phủ 2015 quy định Thủ tướng Chính phủ có các quyền hạn và nhiệm vụ sau:
"1. Lãnh đạo công tác của Chính phủ; lãnh đạo việc xây dựng chính sách và tổ chức thi hành pháp luật; phòng, chống quan liêu, tham nhũng, lãng phí:
a) Lãnh đạo, chỉ đạo việc xây dựng các dự án luật, pháp lệnh, dự thảo nghị quyết trình Quốc hội, Ủy ban thường vụ Quốc hội;
b) Lãnh đạo, chỉ đạo xây dựng các văn bản pháp luật và các chiến lược, quy hoạch, kế hoạch, chính sách và các dự án khác thuộc thẩm quyền quyết định của Chính phủ, Thủ tướng Chính phủ;
c) Chỉ đạo, điều hòa, phối hợp hoạt động giữa các thành viên Chính phủ; quyết định các vấn đề khi còn có ý kiến khác nhau giữa các Bộ trưởng, Thủ trưởng cơ quan ngang bộ;
d) Lãnh đạo việc thực hiện công tác phòng, chống quan liêu, tham nhũng, lãng phí trong hoạt động của bộ máy nhà nước và các hoạt động kinh tế - xã hội;
đ) Lãnh đạo, chỉ đạo Chủ tịch Ủy ban nhân dân cấp tỉnh thực hiện các quy định của pháp luật và các chương trình, kế hoạch, chiến lược của Chính phủ trên các lĩnh vực quản lý kinh tế, văn hóa, xã hội và quốc phòng, an ninh;
e) Lãnh đạo, chỉ đạo, kiểm tra và xử lý các vi phạm trong quá trình triển khai thực hiện Hiến pháp và pháp luật trong phạm vi toàn quốc.
2. Lãnh đạo và chịu trách nhiệm về hoạt động của hệ thống hành chính nhà nước từ trung ương đến địa phương, bảo đảm tính thống nhất, thông suốt, liên tục của nền hành chính quốc gia:
a) Quản lý và điều hành hoạt động của hệ thống hành chính nhà nước từ trung ương đến địa phương trong quá trình phục vụ Nhân dân, thực hiện các nhiệm vụ phát triển kinh tế, văn hóa, xã hội và tăng cường quốc phòng, an ninh;
b) Chỉ đạo và thống nhất quản lý cán bộ, công chức, viên chức trong hệ thống hành chính nhà nước từ trung ương đến địa phương;
c) Lãnh đạo, chỉ đạo, tổ chức thanh tra, kiểm tra các hoạt động thực thi công vụ của cán bộ, công chức trong hệ thống hành chính nhà nước;
d) Lãnh đạo, chỉ đạo việc kiểm tra, thanh tra công tác quản lý cán bộ, công chức, viên chức trong hệ thống hành chính nhà nước từ trung ương đến địa phương;
đ) Quyết định việc phân cấp quản lý công chức, viên chức trong các cơ quan hành chính của bộ máy nhà nước;
e) Lãnh đạo, chỉ đạo việc quản lý, điều hành toàn bộ cơ sở vật chất, tài chính và nguồn ngân sách nhà nước để phục vụ cho sự vận hành của bộ máy nhà nước;
g) Ủy quyền cho Phó Thủ tướng Chính phủ hoặc Bộ trưởng, Thủ trưởng cơ quan ngang bộ thực hiện một hoặc một số nhiệm vụ trong phạm vi thẩm quyền của Thủ tướng Chính phủ;
h) Lãnh đạo, chỉ đạo công tác cải cách hành chính và cải cách chế độ công vụ, công chức trong hệ thống hành chính nhà nước từ trung ương đến địa phương;
i) Lãnh đạo, chỉ đạo, kiểm tra hoạt động của các Bộ trưởng, Thủ trưởng cơ quan ngang bộ, chính quyền địa phương và người đứng đầu cơ quan, đơn vị trong hệ thống hành chính nhà nước từ trung ương đến địa phương.
3. Trình Quốc hội phê chuẩn đề nghị bổ nhiệm, miễn nhiệm, cách chức Phó Thủ tướng Chính phủ, Bộ trưởng và thành viên khác của Chính phủ; trong thời gian Quốc hội không họp, trình Chủ tịch nước quyết định tạm đình chỉ công tác của Phó Thủ tướng Chính phủ, Bộ trưởng và thành viên khác của Chính phủ.
4. Trình Ủy ban thường vụ Quốc hội phê chuẩn việc bổ nhiệm, miễn nhiệm đại sứ đặc mệnh toàn quyền của Cộng hòa xã hội chủ nghĩa Việt Nam.
5. Trong thời gian Quốc hội không họp, quyết định giao quyền Bộ trưởng, Thủ trưởng cơ quan ngang bộ theo đề nghị của Bộ trưởng Bộ Nội vụ trong trường hợp khuyết Bộ trưởng hoặc Thủ trưởng cơ quan ngang bộ. Trong thời gian giữa hai kỳ họp Hội đồng nhân dân cấp tỉnh, quyết định giao quyền Chủ tịch Ủy ban nhân dân cấp tỉnh theo đề nghị của Bộ trưởng Bộ Nội vụ trong trường hợp khuyết Chủ tịch Ủy ban nhân dân cấp tỉnh.
6. Quyết định bổ nhiệm, miễn nhiệm, cách chức, cho từ chức Thứ trưởng, chức vụ tương đương thuộc bộ, cơ quan ngang bộ; quyết định bổ nhiệm, miễn nhiệm, cách chức người đứng đầu, cấp phó của người đứng đầu cơ quan thuộc Chính phủ.
7. Phê chuẩn việc bầu, miễn nhiệm và quyết định điều động, đình chỉ công tác, cách chức Chủ tịch, Phó Chủ tịch Ủy ban nhân dân cấp tỉnh. Yêu cầu Chủ tịch Ủy ban nhân dân cấp tỉnh đình chỉ công tác, cách chức Chủ tịch, Phó Chủ tịch Ủy ban nhân dân cấp dưới khi không hoàn thành nhiệm vụ được cấp có thẩm quyền giao hoặc vi phạm pháp luật.
8. Đình chỉ việc thi hành hoặc bãi bỏ văn bản của Bộ trưởng, Thứ trưởng, Thủ trưởng cơ quan ngang bộ, Ủy ban nhân dân, Chủ tịch Ủy ban nhân dân cấp tỉnh trái với Hiến pháp, luật và văn bản của cơ quan nhà nước cấp trên; đình chỉ việc thi hành nghị quyết của Hội đồng nhân dân cấp tỉnh, trái với Hiến pháp, luật và văn bản của cơ quan nhà nước cấp trên, đồng thời đề nghị Ủy ban thường vụ Quốc hội bãi bỏ.
9. Quyết định và chỉ đạo việc đàm phán, chỉ đạo việc ký, gia nhập điều ước quốc tế thuộc nhiệm vụ, quyền hạn của Chính phủ; tổ chức thực hiện điều ước quốc tế mà Cộng hòa xã hội chủ nghĩa Việt Nam là thành viên.
10. Quyết định các tiêu chí, điều kiện thành lập hoặc giải thể các cơ quan chuyên môn đặc thù, chuyên ngành thuộc Ủy ban nhân dân cấp tỉnh, cấp huyện. Quyết định thành lập các cơ quan, tổ chức khác thuộc Ủy ban nhân dân cấp tỉnh; quyết định thành lập hội đồng, Ủy ban hoặc ban khi cần thiết để giúp Thủ tướng Chính phủ nghiên cứu, chỉ đạo, phối hợp giải quyết những vấn đề quan trọng liên ngành.
11. Triệu tập và chủ trì các phiên họp của Chính phủ."

### Theo Luật Sĩ quan Quân đội nhân dân Việt Nam
Điều 25 Luật Sĩ quan Quân đội nhân dân Việt Nam sửa đổi năm 2014  quy định Thủ tướng có những thẩm quyền quyết định đối với sĩ quan quân đội:
1. Quyết định bổ nhiệm, miễn nhiệm, cách chức Thứ trưởng Bộ Quốc phòng; Phó Tổng Tham mưu trưởng, Phó Chủ nhiệm Tổng cục Chính trị;
2. Quyết định bổ nhiệm, miễn nhiệm, cách chức Giám đốc, Chính ủy Học viện Quốc phòng;
3. Quyết định bổ nhiệm, miễn nhiệm, cách chức Chủ nhiệm Tổng cục, Tổng cục trưởng, Chính ủy Tổng cục;
4. Quyết định bổ nhiệm, miễn nhiệm, cách chức Tư lệnh, Chính ủy Quân khu; Tư lệnh, Chính ủy Quân chủng (Phòng Không - Không Quân, Hải quân); Tư lệnh, Chính ủy Bộ đội Biên phòng; Tư lệnh, Chính ủy Cảnh sát biển Việt Nam;
5. Quyết định bổ nhiệm, miễn nhiệm, cách chức Chánh Thanh tra Bộ Quốc phòng, Chánh án Tòa án Quân sự Trung ương, Viện trưởng Viện Kiểm sát Quân sự Trung ương, Trưởng Ban Cơ yếu Chính phủ và các chức vụ khác theo quy định của cấp có thẩm quyền[7]

### Theo Luật Quốc phòng Việt Nam 2018
Điều 26, khoản 5, điểm a Luật Quốc phòng 2018 được thông qua tại Kỳ họp V Quốc hội khóa XIV 8/6/2018 (với 88,3% tổng số đại biểu có mặt tán thành) quy định Thủ tướng Chính phủ có thẩm quyền ban bố lệnh giới nghiêm tại một hoặc một số đơn vị hành chính cấp tỉnh.

## Quy trình đề cử, bầu và bổ nhiệm
Điều 98 Hiến pháp 2013 quy định: "Thủ tướng Chính phủ do Quốc hội bầu trong số đại biểu quốc hội". Vì vậy, điều kiện đầu tiên của ứng viên chức danh Thủ tướng Chính phủ cũng phải là đại biểu Quốc hội khóa đương nhiệm. Khoản 4, Điều 8, Luật Tổ chức Quốc hội năm 2014  cũng quy định thêm: "Quốc hội bầu Thủ tướng Chính phủ trong số các đại biểu Quốc hội theo đề nghị của Chủ tịch nước".
Đặc biệt, Điều 88 Hiến pháp năm 2013 có bổ sung thêm quyền cho Chủ tịch nước có thể đề nghị Quốc hội không chỉ bầu mà còn miễn nhiệm, bãi nhiệm Thủ tướng Chính phủ.

### Hồ sơ nhân sự
Theo Điều 28, Mục 1, Chương III "Nghị quyết Ban hành nội quy kỳ họp Quốc hội số 102/2015/QH1", với các chức danh được Quốc hội bầu hoặc phê chuẩn, trong đó có chức danh Thủ tướng Chính phủ, cần phải trình hồ sơ nhân sự gồm có: tờ trình của cơ quan, cá nhân có thẩm quyền; báo cáo thẩm tra trong trường hợp pháp luật quy định; cũng như hồ sơ về người được giới thiệu vào các chức danh để Quốc hội bầu hoặc phê chuẩn và các tài liệu khác theo quy định của Ủy ban thường vụ. Với hồ sơ của người tự ứng cử hay được đại biểu Quốc hội giới thiệu thì phải trình tới Ủy ban thường vụ muộn nhất 2 ngày trước phiên họp bầu chức danh đó.

### Trình tự bầu
Trình tự bầu Thủ tướng Chính phủ được quy định cụ thể vào Điều 33, Mục 1, Chương III: Quyết định vấn đề quan trọng của đất nước của "Nghị quyết Ban hành nội quy kỳ họp Quốc hội" số 102/2015/QH13 do Quốc hội khóa XIII ban hành ngày 24/11/2015 như sau:
1. Chủ tịch nước trình danh sách đề cử để Quốc hội bầu Thủ tướng Chính phủ
2. Ngoài danh sách do Chủ tịch nước đề nghị, đại biểu Quốc hội có quyền giới thiệu thêm hoặc tự ứng cử vào chức danh Thủ tướng Chính phủ; người được giới thiệu ứng cử có quyền rút khỏi danh sách người ứng cử.
3. Đại biểu Quốc hội thảo luận tại Đoàn đại biểu Quốc hội; Chủ tịch Quốc hội có thể họp với các Trưởng đoàn đại biểu Quốc hội, mời Chủ tịch nước tham dự để trao đổi về các vấn đề có liên quan.
4. Ủy ban thường vụ Quốc hội báo cáo Quốc hội kết quả thảo luận tại Đoàn đại biểu Quốc hội.
5. Chủ tịch nước báo cáo Quốc hội về việc giải trình, tiếp thu ý kiến của đại biểu Quốc hội.
6. Ủy ban thường vụ Quốc hội trình Quốc hội quyết định danh sách người ứng cử do đại biểu Quốc hội giới thiệu hoặc tự ứng cử.
7. Quốc hội thảo luận, biểu quyết thông qua danh sách để bầu Thủ tướng Chính phủ.
8. Quốc hội thành lập Ban kiểm phiếu.
9. Quốc hội bầu Thủ tướng Chính phủ bằng hình thức bỏ phiếu kín.
10. Ban kiểm phiếu công bố kết quả kiểm phiếu, biểu quyết.
11. Quốc hội thảo luận, biểu quyết thông qua nghị quyết bầu Thủ tướng Chính phủ.
12. Thủ tướng Chính phủ tuyên thệ.".
Tại mỗi kỳ họp đầu tiên của Quốc hội khóa mới sẽ bầu ra một Ban kiểm phiếu làm nhiệm vụ điều hành và xác định kết quả bỏ phiếu với các thành viên "không là người trong danh sách để Quốc hội bầu, phê chuẩn; miễn nhiệm, bãi nhiệm, cho thôi làm nhiệm vụ; phê chuẩn miễn nhiệm, cách chức; lấy phiếu tín nhiệm, bỏ phiếu tín nhiệm" (Điều 27, Nghị quyết Ban hành nội quy kỳ họp Quốc hội số 102/2015/QH1).
Cách thức để xác định kết quả bỏ phiếu bầu các chức danh trong bộ máy nhà nước, bao gồm cả Thủ tướng, được quy định như sau cũng trong Khoản 3a, Điều 27, Mục 1, Chương III "Nghị quyết Ban hành nội quy kỳ họp Quốc hội số 102/2015/QH1" rằng: "Trường hợp biểu quyết bầu các chức danh trong bộ máy nhà nước, người được quá nửa số phiếu hợp lệ tán thành so với tổng số đại biểu Quốc hội và được nhiều phiếu tán thành hơn thì trúng cử. Trường hợp cùng bầu một chức danh mà nhiều người được số phiếu tán thành ngang nhau và đạt quá nửa số phiếu hợp lệ tán thành so với tổng số đại biểu Quốc hội thì Quốc hội biểu quyết lại việc bầu chức danh này trong số những người được số phiếu hợp lệ tán thành ngang nhau. Trong số những người được đưa ra biểu quyết lại, người được số phiếu tán thành nhiều hơn là người trúng cử; nếu biểu quyết lại mà nhiều người vẫn được số phiếu tán thành ngang nhau thì người nhiều tuổi hơn là người trúng cử"

### Quy trình đề cử ứng cử viên Thủ tướng trong Đảng Cộng sản Việt Nam
Các ứng cử viên cho chức vụ Thủ tướng thường phải là một Ủy viên Bộ Chính trị. Theo quy trình, trước Đại hội Đảng khóa mới, Ban Chấp hành Trung ương khóa cũ sẽ họp Hội nghị Trung ương để bỏ phiếu các phương án nhân sự cho Quốc hội khóa mới và bầu ra danh sách giới thiệu Thủ tướng cùng các chức danh lãnh đạo khác. Sau Đại hội Đảng khóa mới, Bộ Chính trị trình lại danh sách giới thiệu các chức vụ lãnh đạo Đảng, Nhà nước, Chính phủ và Quốc hội cho Ban Chấp hành Trung ương khóa mới biểu quyết thống nhất để trình Quốc hội khóa mới bầu. Tại "Quy định số 105 về phân cấp quản lý cán bộ và bổ nhiệm, giới thiệu cán bộ ứng cử" của Ban Chấp hành Trung ương ngày 19/12/2017 có quy định rõ hơn về việc quyết định chức danh Thủ tướng sẽ do Ban Bí thư quyết định.
Ủy ban thường vụ Quốc hội, dưới sự chỉ đạo của Đảng đoàn Quốc hội sẽ giới thiệu tới Quốc hội khóa mới danh sách đề cử ứng viên Thủ tướng dựa theo danh sách giới thiệu đã được Ban Chấp hành Trung ương thông qua theo nguyên tắc lãnh đạo công tác cán bộ của Đảng.

## Tuyên thệ nhậm chức
Theo Khoản 8, Điều 8 của "Luật Tổ chức Quốc hội" năm 2014 do Quốc hội khóa XIII ban hành, sau khi được bầu, Thủ tướng phải tuyên thệ trung thành với Tổ quốc, Nhân dân và Hiến pháp. Khoản 2, Điều 29, Chương III của "Nghị quyết Ban hành nội quy kỳ họp Quốc hội" năm 2015 quy định cụ thể hơn: "người tuyên thệ quyết định nội dung tuyên thệ phù hợp với trách nhiệm được giao. Người tuyên thệ phải đứng trước Quốc kỳ tuyên thệ. Thời gian tuyên thệ không quá 03 phút".
" Tuyệt đối trung thành với Tổ quốc, với Nhân dân và Hiến pháp nước CHXHCN Việt Nam. Tôi nguyện nỗ lực rèn luyện phấn đấu hoàn thành tốt nhiệm vụ mà Đảng, Nhà nước và Nhân dân giao phó".

## Chức vụ bỏ trống
Trong trường hợp Thủ tướng Chính phủ không làm việc được trong thời gian dài trong trường hợp khuyết Thủ tướng (từ chức, bãi nhiệm hay qua đời đột ngột), thì cần phải có thông báo chính thức từ cơ quan có thẩm quyền cho đến khi Quốc hội bầu ra Thủ tướng Chính phủ mới.
Lần gần nhất là vào ngày 10 tháng 3 năm 1988, sau khi Phạm Hùng qua đời, Võ Văn Kiệt đương nhiệm phụ trách điều hành Chính phủ trong 3 tháng cho đến khi Đỗ Mười là người tiếp theo được lựa chọn vào ngày 22 tháng 6 năm 1988. Sau đó, Võ Văn Kiệt trở thành Thủ tướng chính phủ đến năm 1997.

## Mối quan hệ với Đảng Cộng sản Việt Nam
Để đáp ứng khả năng lãnh đạo cấp cao trong tổ chức Đảng, không bị chồng chéo quyền lực về mặt Đảng, cho tới nay, các vị Thủ tướng thường phải là Ủy viên Bộ Chính trị Ban Chấp hành Trung ương Đảng trong số các đại biểu Quốc hội. Thủ tướng cũng thường đồng thời là ủy viên của Đảng ủy Công an Trung ương và Quân ủy Trung ương.
Các ứng viên Thủ tướng này phải đạt các tiêu chuẩn như tốt nghiệp Đại học trở lên; lý luận chính trị cử nhân hoặc cao cấp; quản lý nhà nước ngạch chuyên viên cao cấp; ngoại ngữ cử nhân hoặc trình độ B trở lên; tuyệt đối trung thành với tổ quốc, nhân dân, lợi ích của Đảng Cộng sản Việt Nam, kiên định chủ nghĩa Mác - Lênin, tư tưởng Hồ Chí Minh, đã kinh qua và hoàn thành xuất sắc nhiệm vụ ở một trong các chức vụ lãnh đạo chủ chốt cấp trung ương (Phó Thủ tướng Chính phủ, Bộ trưởng), các chức vụ lãnh đạo chủ chốt cấp tỉnh (bí thư tỉnh ủy, thành ủy; chủ tịch hội đồng nhân dân, chủ tịch ủy ban nhân dân tỉnh, thành phố) hoặc trưởng ban các ban, bộ, ngành, Mặt trận Tổ quốc Việt Nam, tổ chức chính trị - xã hội ở Trung ương; từng chủ trì cấp Quân khu nếu công tác trong Quân đội nhân dân Việt Nam. Theo quy định của Đảng, độ tuổi trước khi bổ nhiệm chức vụ Thủ tướng: không quá 65 tuổi (trường hợp đặc biệt quá 65 tuổi do Ban Chấp hành Trung ương quyết định). Cụ thể các tiêu chuẩn nêu ở mục dưới đây.

### Tiêu chuẩn ứng cử viên Thủ tướng Chính phủ của Đảng Cộng sản Việt Nam
Theo Quy định 214-QĐ/TW năm 2020  về khung tiêu chuẩn chức danh, tiêu chí đánh giá cán bộ thuộc diện Ban Chấp hành Trung ương, Bộ Chính trị, Ban Bí thư quản lý do Ban Chấp hành Trung ương ban hành, Thủ tướng phải là người:
"Bảo đảm đầy đủ các tiêu chuẩn chung của Uỷ viên Bộ Chính trị, Ban Bí thư, đồng thời, cần có những phẩm chất, năng lực: Có uy tín cao, là trung tâm đoàn kết trong Trung ương, Bộ Chính trị, trong toàn Đảng và nhân dân. Có năng lực nổi trội toàn diện trên các lĩnh vực, nhất là trong hoạch định chiến lược phát triển kinh tế - xã hội, quốc phòng, an ninh; tư duy nhạy bén, năng động, quyết đoán, quyết liệt, quyết định kịp thời những vấn đề khó, phức tạp liên quan đến lĩnh vực hành pháp. Hiểu biết sâu, rộng nền hành chính quốc gia, kinh tế - xã hội đất nước; kinh tế, chính trị thế giới và hội nhập quốc tế. Có năng lực toàn diện về tổ chức, quản lý, chỉ đạo, điều hành cơ quan hành chính nhà nước và hệ thống chính trị. Có năng lực cụ thể hoá và tổ chức thực hiện hiệu quả đường lối, chủ trương, chính sách của Đảng, pháp luật của Nhà nước về phát triển kinh tế, xã hội, quốc phòng, an ninh, đối ngoại. Đã kinh qua và hoàn thành tốt nhiệm vụ ở chức vụ bí thư tỉnh uỷ, thành uỷ hoặc trưởng ban, bộ, ngành Trung ương; tham gia Bộ Chính trị trọn một nhiệm kỳ trở lên; trường hợp đặc biệt do Ban Chấp hành Trung ương quyết định"

#### Tiêu chuẩn của Ủy viên Bộ Chính trị, Ban Bí thư
"Bảo đảm đầy đủ các tiêu chuẩn của Uỷ viên Ban Chấp hành Trung ương, đồng thời, cần có thêm các tiêu chuẩn: Thật sự tiêu biểu, mẫu mực của Ban Chấp hành Trung ương về bản lĩnh chính trị, phẩm chất đạo đức, trí tuệ, ý chí chiến đấu, năng lực lãnh đạo, quản lý, ý thức tổ chức kỷ luật; không bị chi phối bởi sự can thiệp, sức ép bên ngoài và lợi ích nhóm. Hiểu biết sâu rộng tình hình đất nước, khu vực và thế giới; nhạy cảm về chính trị, nhạy bén về kinh tế, am hiểu sâu sắc về xã hội. Có ý thức, trách nhiệm cao, có khả năng đóng góp ý kiến trong việc hoạch định đường lối, chính sách và phát hiện, đề xuất những vấn đề thực tiễn đặt ra để Ban Chấp hành Trung ương, Bộ Chính trị, Ban Bí thư thảo luận, quyết định. Là Ủy viên chính thức Ban Chấp hành Trung ương trọn một nhiệm kỳ trở lên; đã kinh qua và hoàn thành tốt nhiệm vụ ở các chức vụ lãnh đạo chủ chốt cấp tỉnh (bí thư tỉnh ủy, thành ủy; chủ tịch Hội đồng nhân dân, chủ tịch Uỷ ban nhân dân tỉnh, thành phố) hoặc trưởng các ban, bộ, ngành, Mặt trận Tổ quốc, tổ chức chính trị - xã hội ở Trung ương. Trường hợp Ủy viên Bộ Chính trị, Ban Bí thư công tác trong quân đội thì phải kinh qua chức vụ chủ trì cấp quân khu."

#### Tiêu chuẩn của Ủy viên Ban Chấp hành Trung ương
"Tiêu biểu của Đảng về bản lĩnh chính trị, phẩm chất đạo đức và năng lực công tác. Có ý thức, trách nhiệm cao, kiến thức toàn diện; tích cực tham gia thảo luận, đóng góp, hoạch định đường lối, chính sách và sự lãnh đạo tập thể của Ban Chấp hành Trung ương. Có năng lực tổ chức thực hiện thắng lợi đường lối, chính sách, nhiệm vụ của Đảng, chiến lược phát triển đất nước trong giai đoạn mới ở lĩnh vực, địa bàn công tác được phân công quản lý, phụ trách. Có năng lực dự báo, xử lý, ứng phó kịp thời, hiệu quả những tình huống đột xuất, bất ngờ; có khả năng làm việc độc lập. Có tố chất, năng lực lãnh đạo, quản lý cấp chiến lược; có hoài bão, khát vọng đổi mới vì dân, vì nước. Đã kinh qua và hoàn thành tốt nhiệm vụ ở các chức vụ lãnh đạo chủ chốt cấp dưới trực tiếp và tương đương.
Uỷ viên dự khuyết Ban Chấp hành Trung ương phải là những cán bộ trẻ; cơ bản đáp ứng được tiêu chuẩn của Uỷ viên Ban Chấp hành Trung ương; qua thực tiễn công tác thể hiện có năng lực, triển vọng phát triển về tố chất lãnh đạo, quản lý cấp chiến lược; được quy hoạch chức danh Uỷ viên Ban Chấp hành Trung ương và lãnh đạo chủ chốt tỉnh uỷ, thành uỷ trực thuộc Trung ương, ban, bộ, ngành, đoàn thể Trung ương nhiệm kỳ tới và các nhiệm kỳ tiếp theo".

#### Tiêu chuẩn chung
1.1. Về chính trị, tư tưởng: Tuyệt đối trung thành với lợi ích của của quốc gia - dân tộc, của Đảng và nhân dân; cố gắng hết khả năng của mình bảo vệ toàn vẹn lãnh thổ; kiên định chủ nghĩa Mác - Lênin, tư tưởng Hồ Chí Minh, mục tiêu độc lập dân tộc và chủ nghĩa xã hội, đường lối đổi mới của Đảng. Có lập trường, quan điểm, bản lĩnh chính trị vững vàng; kiên quyết bảo vệ nền tảng tư tưởng, Cương lĩnh, đường lối của Đảng, Hiến pháp và pháp luật của Nhà nước; đấu tranh phản bác các quan điểm sai trái, thù địch. Có tinh thần yêu nước nồng nàn, sâu sắc; luôn đặt lợi ích của Đảng, quốc gia - dân tộc, nhân dân lên trên lợi ích của ngành, địa phương, cơ quan và cá nhân; sẵn sàng hy sinh vì sự nghiệp cách mạng của Đảng, vì độc lập, tự do của Tổ quốc, vì hạnh phúc của nhân dân. Tuyệt đối chấp hành sự phân công của tổ chức, yên tâm công tác. Giữ nghiêm kỷ luật phát ngôn theo đúng nguyên tắc, quy định của Đảng.
1.2. Về đạo đức, lối sống: Mẫu mực về phẩm chất đạo đức; sống trung thực, khiêm tốn, chân thành, trong sáng, giản dị, bao dung; cần, kiệm, liêm chính, chí công, vô tư. Không tham vọng quyền lực, có nhiệt huyết và trách nhiệm cao với công việc; là trung tâm đoàn kết, gương mẫu về mọi mặt. Không tham nhũng, lãng phí, cơ hội, vụ lợi; kiên quyết đấu tranh ngăn chặn, đẩy lùi sự suy thoái về tư tưởng chính trị, đạo đức, lối sống, những biểu hiện "tự diễn biến", "tự chuyển hoá" trong nội bộ, tệ quan liêu, tham nhũng, tiêu cực, lãng phí, cửa quyền và lợi ích nhóm; tuyệt đối không trục lợi và cũng không để người thân, người quen lợi dụng chức vụ, quyền hạn của mình để trục lợi. Thực hiện nghiêm các nguyên tắc tổ chức, kỷ luật của Đảng, nhất là nguyên tắc tập trung dân chủ, tự phê bình và phê bình; thực hiện đúng, đầy đủ quyền hạn, trách nhiệm của mình và chỉ đạo thực hiện nghiêm nguyên tắc, quy định, quy chế, quy trình về công tác cán bộ; kiên quyết đấu tranh với những biểu hiện, việc làm trái với các quy định của Đảng, Nhà nước trong công tác cán bộ.
1.3. Về trình độ: Tốt nghiệp đại học trở lên; lý luận chính trị cử nhân hoặc cao cấp; quản lý nhà nước ngạch chuyên viên cao cấp hoặc tương đương; trình độ ngoại ngữ cử nhân hoặc trình độ B trở lên, tin học phù hợp.
1.4. Về năng lực và uy tín: Có quan điểm khách quan, toàn diện, biện chứng, lịch sử cụ thể, có tư duy đổi mới, tầm nhìn chiến lược; phương pháp làm việc khoa học; nhạy bén chính trị; có năng lực cụ thể hoá và lãnh đạo, chỉ đạo, tổ chức thực hiện có hiệu quả các đường lối, chủ trương, chính sách của Đảng, pháp luật của Nhà nước; có năng lực tổng kết thực tiễn, nghiên cứu lý luận, phân tích và dự báo tốt. Nắm chắc tình hình chung và hiểu biết toàn diện về lĩnh vực, địa bàn, địa phương, cơ quan, đơn vị được phân công quản lý, phụ trách. Kịp thời nắm bắt những thời cơ, vận hội; phát hiện những mâu thuẫn, thách thức, vấn đề mới, vấn đề khó, hạn chế, yếu kém trong thực tiễn; chủ động đề xuất những nhiệm vụ, giải pháp có tính khả thi và hiệu quả. Năng động, sáng tạo, cần cù, chịu khó, dám nghĩ, dám làm, dám chịu trách nhiệm; có quyết tâm chính trị cao, hành động quyết liệt, dám đương đầu với khó khăn, thách thức; nói đi đôi với làm; có thành tích nổi trội, có kết quả và "sản phẩm" cụ thể góp phần quan trọng thúc đẩy sự phát triển của ngành, địa phương, cơ quan, đơn vị; gắn bó mật thiết với nhân dân và vì nhân dân phục vụ. Là hạt nhân quy tụ và phát huy sức mạnh tổng hợp của hệ thống chính trị; được cán bộ, đảng viên, quần chúng nhân dân tin tưởng, tín nhiệm cao.
1.5. Sức khoẻ, độ tuổi và kinh nghiệm: Đủ sức khoẻ để thực hiện nhiệm vụ; bảo đảm tuổi bổ nhiệm (theo quy định của Đảng, độ tuổi trước khi bổ nhiệm không quá 65 tuổi), giới thiệu ứng cử theo quy định của Đảng. Đã kinh qua và hoàn thành tốt chức trách, nhiệm vụ của chức danh lãnh đạo, quản lý chủ chốt cấp dưới trực tiếp; có nhiều kinh nghiệm thực tiễn."

### Quy trình đề cử ứng cử viên Thủ tướng trong Đảng Cộng sản Việt Nam
Các ứng cử viên chức vụ Thủ tướng Chính phủ thường phải là một ủy viên Bộ Chính trị. Theo quy trình, trước Đại hội Đảng khóa mới, Ban Chấp hành Trung ương khóa cũ sẽ họp Hội nghị Trung ương để bỏ phiếu các phương án nhân sự cho Quốc hội khóa mới và bầu ra danh sách giới thiệu Thủ tướng Chính phủ cùng các chức danh lãnh đạo khác. Sau Đại hội Đảng khóa mới, Bộ Chính trị trình lại danh sách giới thiệu các chức vụ lãnh đạo Đảng, Nhà nước, Chính phủ và Quốc hội cho Ban Chấp hành Trung ương khóa mới biểu quyết thống nhất để trình Quốc hội khóa mới bầu. Tại Quy định số 105 về phân cấp quản lý cán bộ và bổ nhiệm, giới thiệu cán bộ ứng cử của Ban Chấp hành Trung ương ngày 19/12/2017 có quy định rõ hơn về việc quyết định chức danh Thủ tướng Chính phủ sẽ do Ban Bí thư quyết định.
Chủ tịch nước đề cử Thủ tướng theo Hiến pháp, tuy nhiên, các Chủ tịch nước thường đều là ủy viên Bộ Chính trị, vì vậy các đề cử Thủ tướng Chính phủ được Chủ tịch nước giới thiệu cho Quốc hội bầu đều là ứng viên theo danh sách lãnh đạo đề cử mà Ban Chấp hành Trung ương đã thông qua.

## Các nguyên Thủ tướng còn sống
Tính đến ngày 1 tháng 1 năm 2024, có hai nguyên Thủ tướng còn sống. Nguyên Thủ tướng còn sống lớn tuổi nhất là Nguyễn Tấn Dũng và trẻ tuổi nhất là Nguyễn Xuân Phúc và nguyên Thủ tướng qua đời gần đây nhất là Phan Văn Khải vào ngày 17 tháng 3 năm 2018 ở tuổi 85 (theo chức danh gốc) và Đỗ Mười vào ngày 1 tháng 10 năm 2018 ở tuổi 101 (theo chức danh Chủ tịch Hội đồng Bộ trưởng). Dưới đây là danh sách các nguyên Thủ tướng còn sống được xếp theo thứ tự nhiệm kỳ:

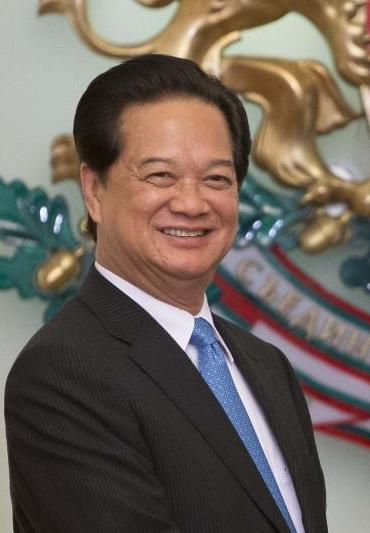
Nguyễn Tấn Dũng 2006-2016 17 tháng 11, 1949 (75 tuổi)
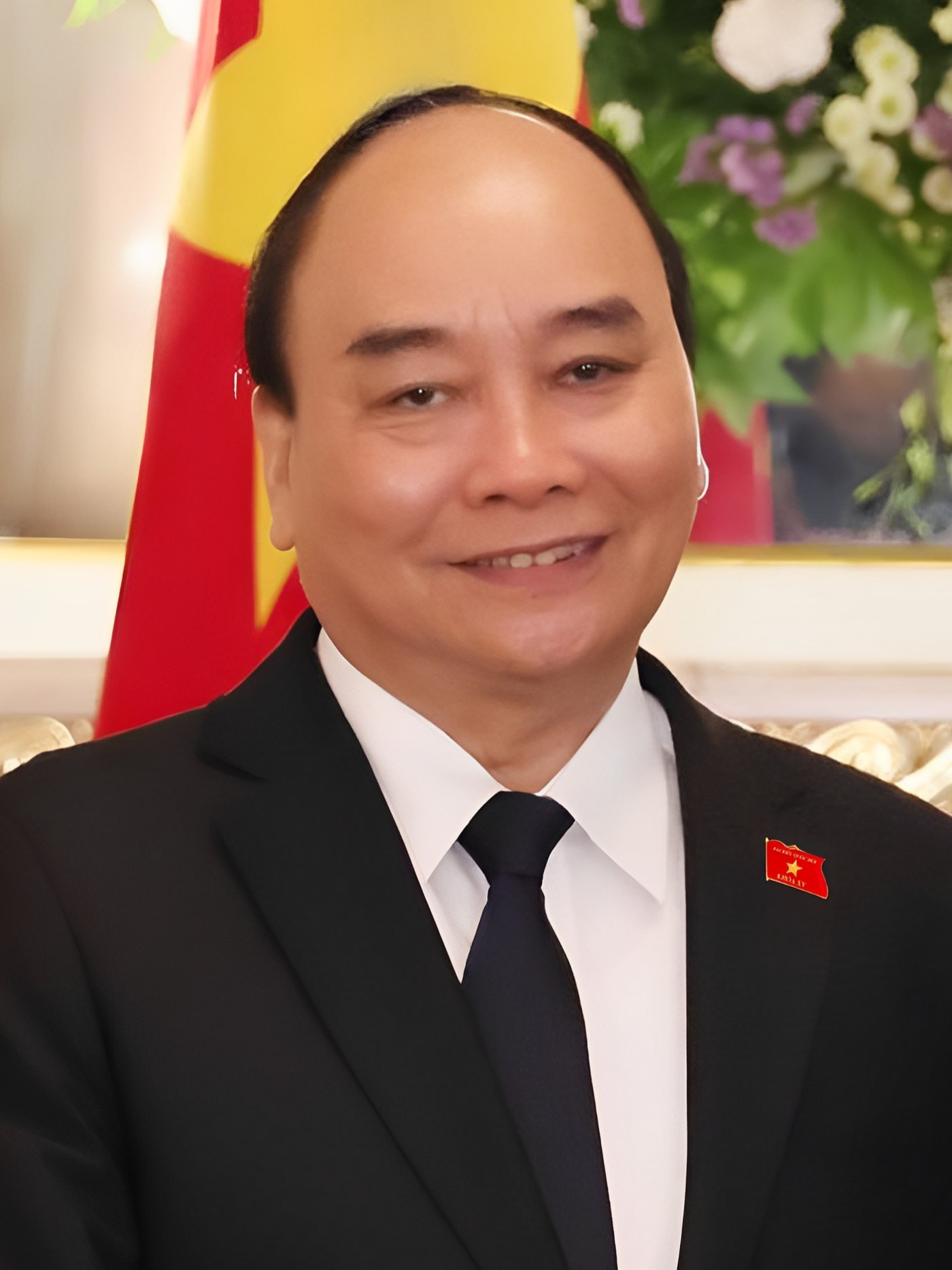
Nguyễn Xuân Phúc 2016-2021 20 tháng 7, 1954 (70 tuổi)